# Colbert County
Colbert County är ett county i den amerikanska delstaten Alabama. 2012 uppskattades countyt ha 54 446 invånare. Den administrativa huvudorten (county seat) är Tuscumbia.

## Geografi
2013 hade countyt en total area på 1 614,91 km². 1 534,88 km² av arean var land och 80,03 km² var vatten.

### Angränsande countyn
- Lauderdale County, Alabama - nord mot Tennesseefloden
- Lawrence County, Alabama - sydöst
- Franklin County, Alabama - syd
- Tishomingo County, Mississippi - väst

### Orter
- Cherokee
- Leighton
- Littleville
- Muscle Shoals
- Sheffield
- Tuscumbia (huvudort)